# Union Star (Misuri)
Union Star es un pueblo ubicado en el condado de DeKalb en el estado estadounidense de Misuri. En el Censo de 2010 tenía una población de 437 habitantes y una densidad poblacional de 643,99 personas por km².

## Geografía
Union Star se encuentra ubicado en las coordenadas 39°58′46″N 94°35′54″O / 39.97944, -94.59833. Según la Oficina del Censo de los Estados Unidos, Union Star tiene una superficie total de 0.68 km², de la cual 0.68 km² corresponden a tierra firme y (0%) 0 km² es agua.

## Demografía
Según el censo de 2010, había 437 personas residiendo en Union Star. La densidad de población era de 643,99 hab./km². De los 437 habitantes, Union Star estaba compuesto por el 98.17% blancos, el 0% eran afroamericanos, el 0% eran amerindios, el 0.23% eran asiáticos, el 0% eran isleños del Pacífico, el 0% eran de otras razas y el 1.6% pertenecían a dos o más razas. Del total de la población el 0.23% eran hispanos o latinos de cualquier raza.